# Соколов, Лев Алексеевич
Лев Алексеевич Соколов (31 мая 1930 — 16 июля 1976) — советский архитектор, художник, актёр кино.

## Биография

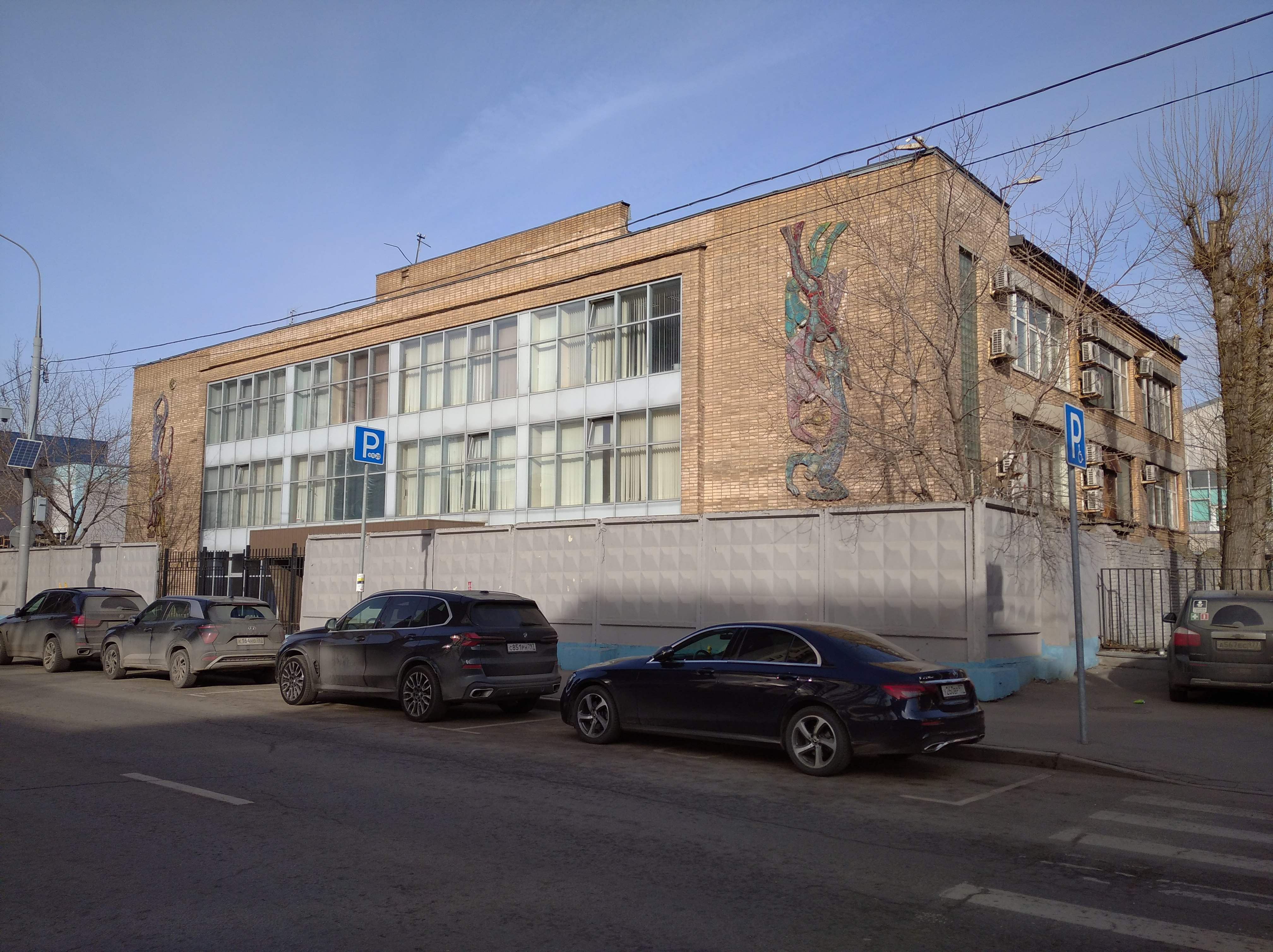
Столовая на 1-й улице Машиностроения

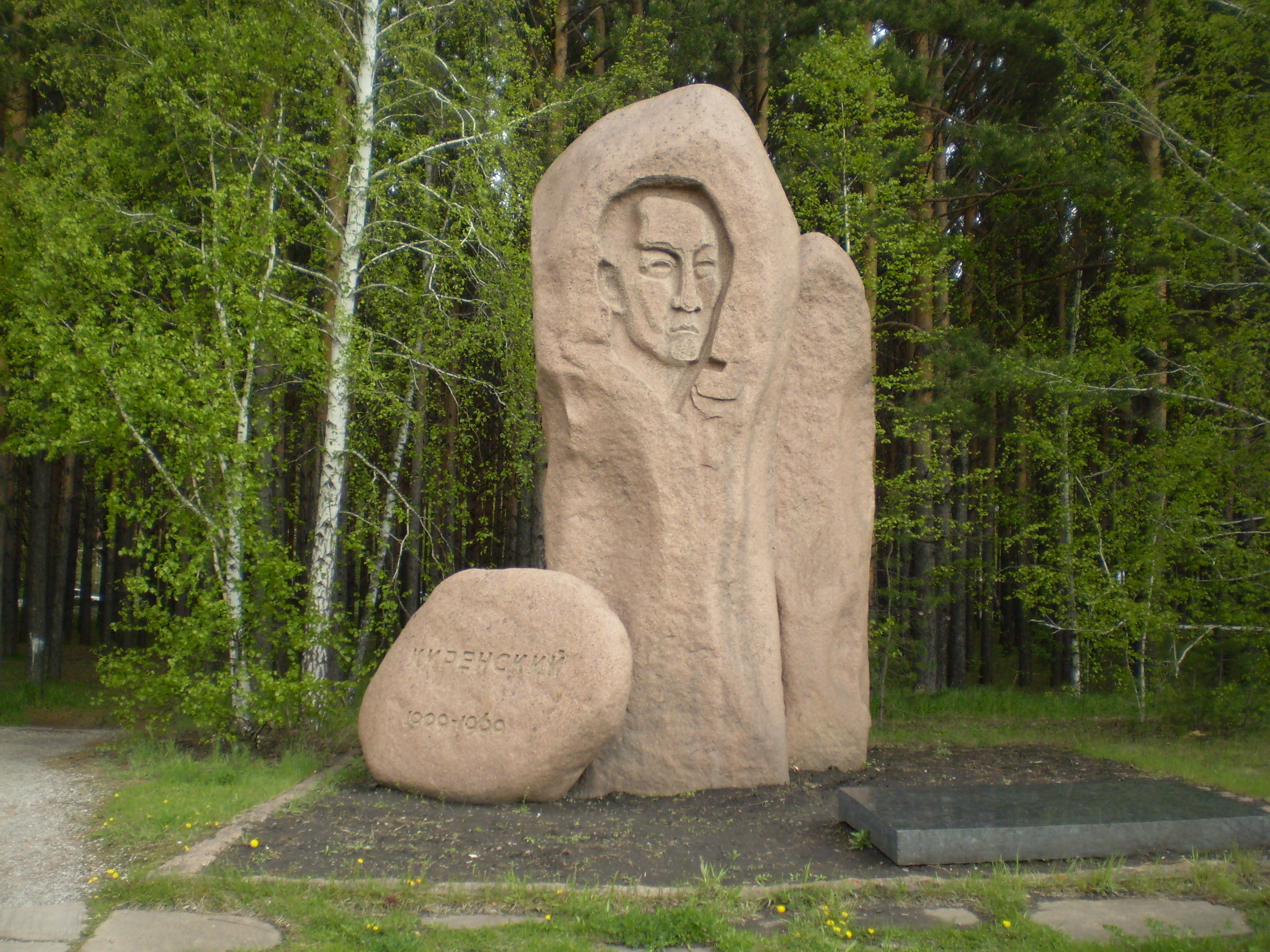
Памятник Л. В. Киренскому в Красноярске

Родился 31 мая 1930 года. Его родители были незаконно репрессированы. В 1948 году, после окончания школы-десятилетки, поступил в Московский архитектурный институт.
Ещё во время учёбы в составе авторского коллектива участвовал в проектировании и строительстве «Катастрофического водосброса» на Мингечаурской ГЭС, выполнил проект моста через водосброс. После окончания института в 1954 году по распределению стал работать в институте «Метрогипротранс». Под руководством А. Н. Душкина занимался проектированием интерьеров и фасадов магазина «Детский мир» в Москве. Затем работал в Институте общественных зданий Академии строительства и архитектуры СССР. Выполнил проект театра массового действия на 6000 мест на фундаментах Дворца Советов. Занимался проектированием кинотеатров большой вместимости. Становился победителем закрытого конкурса на проекты кинотеатров на 4000 и 2500 мест, получил третью премию за проект кинотеатра на 1600 мест. Среди других его проектов: школы-клубы для села, курортный городок в Севастополе (диплом на всесоюзном смотре), проекты станций метро «Рижская» и «ВДНХ» (в составе коллектива), детский кинотеатр на Арбате и другие. Занимался проектированием малых форм, работал в области монументальной пропаганды. Его проект памятника в честь 300-летия воссоединения Украины с Россией был удостоен второй премии на конкурсе 1956 года, а проект памятника жертвам нацизма в Освенциме был приобретён музеем Освенцима.
В мае 1960 года Л. А. Соколов перешёл на работу в мастерскую № 11 Моспроекта-1, руководимую П. П. Зиновьевым. В составе этой мастерской занимался застройкой Пролетарского района Москвы. На Шарикоподшипниковской улице по его проекту (совместно с А. Косинским и И. Студеникиным) был построен 22-этажный лабораторный корпус ЦНИИТМАШ, ставший главной высотной доминантой улицы. За строительство этого здания Л. А. Соколов был удостоен диплома Моссовета.
Л. А. Соколов был автором проекта реконструкции Московского шинного завода, осуществлённого в 1965 году. На 1-й улице Машиностроения по его проекту была построена столовая, главный фасад которой украсили керамические рельефы (скульпторы Н. Силис и В. Лемпорт).
В начале 1970-х годов по проекту Л. А. Соколова (при участии Т. Михайловой) на Автозаводской улице был выстроен комплекс завода-втуза ЗИЛ. В состав комплекса вошли два 9-этажных учебных корпуса и двухэтажная столовая-кафе. Учебные корпуса соединены галереями на уровне 7—8 этажей, торцами они выходят к Автозаводской улице. Учебные корпуса сообщаются со столовой посредством надземной пешеходной галереи. Запроектированное на торце одного из учебных корпусов декоративное керамическое панно на тему «Человек и его деятельность» (художник Б. Тальберг) не было осуществлено.
Неподалёку на Автозаводской улице проекту Л. А. Соколова (в соавторстве с П. П. Зиновьевым и А. С. Косинским) в 1970 году был построен лабораторный корпус ЗИЛ. Это было одно из первых в Москве зданий, где были применены новые материалы: витраж со стеклянным и стемалитовым заполнением. 13-этажная башня стояла на 2-этажном подиуме и являлось основным композиционным акцентом в конце Автозаводской улицы.
В последние годы работал главным архитектором института ГипроНИИсельстрой, занимался проектированием зданий и сооружений для нечернозёмной зоны РСФСР. В частности, выполнил застройку центра совхоза «Кармановский», села Павловское.
Член Союза архитекторов СССР с 1973 года. По проектам Л. А. Соколова было построено 26 зданий, а также более 30 монументов, памятников и малых форм.
Л. А. Соколов был известен как художник-график и мастер акварельной живописи. Автор шаржей. Неоднократно принимал участие в выставках в Центральном доме архитектора и в Моспроекте. В его коллекции - портреты М. Сарьяна, Д. Сикейроса, В. Клиберна, К. Симонова и других деятелей культуры с их автографами. Одними из последних работ Л. А. Соколова были пейзажи Средней Азии, Онеги, Архангельска.
Сотрудничал с кинорежиссёром С. А. Герасимовым. Был главным консультантом-архитектором его фильма «Любить человека» и исполнил там одну из ролей. Также сыграл в фильмах «Тридцать три» и «Места тут тихие». Был участником самодеятельного музыкального ансамбля «Кохинор».
Скоропостижно скончался в 16 июля 1976 года. Похоронен на Востряковском кладбище Москвы.

## Оценки
Архитектор Н. Соловьёва так отзывалась о творчестве Л. А. Соколова:
Глубокое понимание назначения сооружения и требований ансамбля в целом, четная взаимосвязь и последовательность в планировке, лаконичность форм и объёмов, их наиболее правильное композиционное сочетание, всегда продуманный переход от фасадов и интерьеру, изменение масштаба — от масштаба города до масштаба человека, органичность формы и конструкции — характерные черты, отличающие творчество зодчего. Точное чувство масштабности, безусловная эмоциональность и в то же время лиричность — лучшие качества создаваемых им произведений.

## Память
В 1980 году в Центральном Доме архитектора состоялась выставка, посвящённая 50-летию со дня рождения Л. А. Соколова. В 1981 году был опубликован каталог проектных и художественных работ Л. А. Соколова. В 2010 году в Белом зале МАРХИ была организована выставка, приуроченная в 80-летию со дня его рождения.

## Реализованные проекты
- Лабораторный корпус ЦНИИТМАШ (1960-е; Шарикоподшипниковской улице, 4; совместно с А. Косинским и И. Студеникиным);
- Кафе-столовая (1960-е; Велозаводская улица, 5с35; керамические рельефы выполнены скульпторами Н. Силисом и В. Лемпортом);
- Комплекс завода-втуза ЗИЛ (1970-е; Автозаводская улица, 16; при участии Т. Михайловой; ныне Московский политехнический университет);
- Лабораторный корпус ЗИЛ (1970-е; Автозаводская улица, 23к13; совместно с П. Зиновьевым и А. Косинским; снесён в 2023 году);
- Памятник академику Л. В. Киренскому в Красноярске[6].